# سيدني كارلتون
سيدني كارلتون (بالإنجليزية: Sydney Carleton)‏ هو لاعب اتحاد الرغبي نيوزلندي، ولد في 22 فبراير 1904 في كرايستشرش في نيوزيلندا، وتوفي في 23 أكتوبر 1973.